# 張忠義
張忠義（1976年12月23日—），為亞洲第一個分割手術成功的連體嬰，與哥哥張忠仁出生於高雄市，現任臺北市政府環境保護局約聘人員。

## 經歷
1976年12月23日，忠仁、忠義兄弟於高雄市出生，為三腿坐骨連體雙胞胎。
由於忠義和兄長忠仁是連體嬰，父母難以撫養，於是便棄養至中山醫學院附設醫院，半夜送至中山醫大急診室，後周汝川創辦人收治連體嬰兄弟，忠仁忠義的名字即是周汝川創辦人給雙胞胎兄弟取名，無償養育連體嬰兄弟到三歲，才交付給國立臺灣大學醫學院附設醫院進行分割手術。1979年9月10日，他們於台大醫院進行分割手術，手術長達12小時，中視新聞全程轉播，最後成功分割。及後兩兄弟先後共同就讀臺北市士林區天母國民小學、臺北市立蘭雅國民中學、高雄市立陽明國民中學以及臺北市立內湖國民中學，最後畢業於私立西湖高級工商職業學校夜間部資訊科。
2014年11月，忠義於台北市與女友蔣文燕結婚；於兩年後誕下一對龍鳳胎。
2019年2月1日，忠仁腦溢血過世，終年42歲。
現在忠義任職臺北市政府環境保護局約聘人員，同時於網上賣冷凍水餃，於忠仁過世後偶然會到學校演講關於生命教育，其後更當選為「新北市好人好事代表」。

## 外部連結
- 張忠義的Facebook專頁